# John Levy

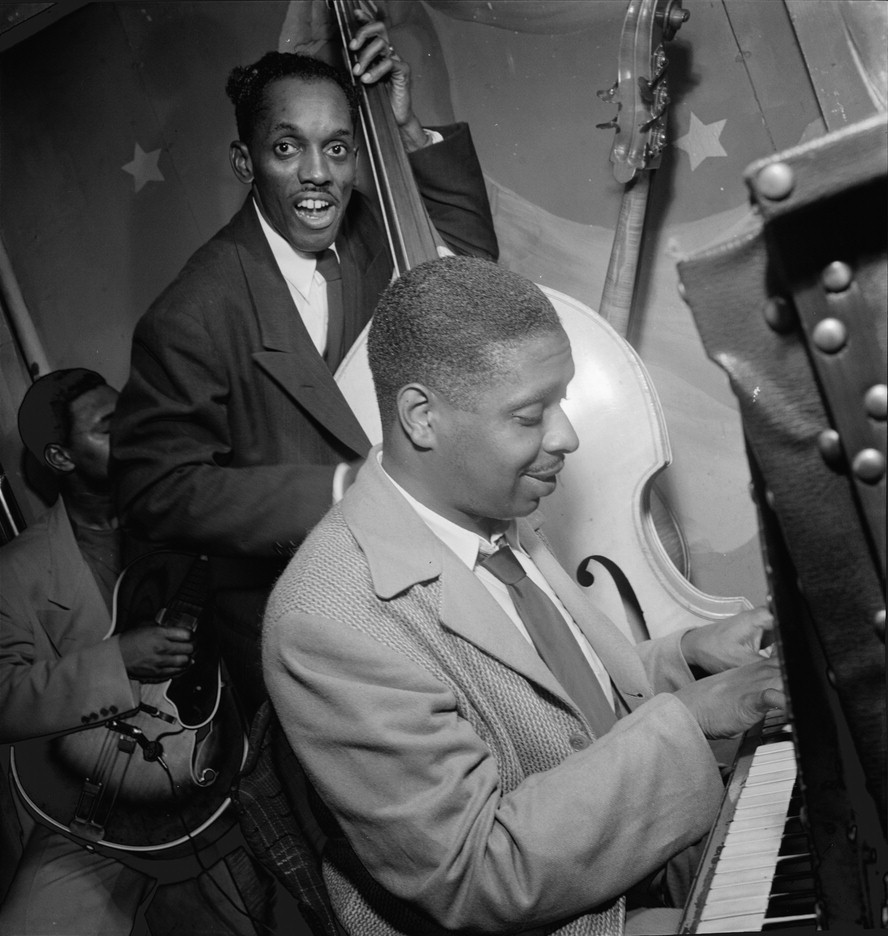
Jimmy Jones und John Levy (hinten), 1947.
Fotografie von William P. Gottlieb.

John O. Levy (* 11. April 1912 in New Orleans; † 20. Januar 2012 in Altadena, Los Angeles County) war ein US-amerikanischer Jazz-Bassist. Ab 1951 war er als Manager für Musiker tätig und der erste afroamerikanische Inhaber einer Künstleragentur für Jazz- und Popmusiker. 

## Leben und Wirken
Levy wuchs in Chicago auf und lernte mit acht Jahren Violine; fünfzehnjährig wechselte er zum Piano. Mit 17 Jahren entschied er sich für den Kontrabass. In den nächsten Jahren arbeitete er mit Earl Hines, Tiny Parham und Red Saunders, bevor er 1943 Mitglied im Trio von Stuff Smith wurde. 1944 zog er dann nach New York, wo er mit Smith im Onyx Club spielte und Jazz-Größen wie Ben Webster, Erroll Garner, Milt Jackson oder Billie Holiday (Konzert 1948 in der Carnegie Hall) begleitete und mit Lennie Tristano und mit Rex Stewart sowie Eddie Condon aufnahm. 1948 wurde er der Bassist im George Shearing Quartett und gleichzeitig dessen Road-Manager. 1951 machte er aus diesen Erfahrungen ein Geschäft und gründete die Künstleragentur Levy Inc., die er leitete und die im Bereich Jazz und Popmusik tätig war. Neben Shearing betreute er auch u. a. Nancy Wilson, Cannonball Adderley, Wes Montgomery, Dakota Staton, Betty Carter, Randy Crawford, Roberta Flack, Sarah Vaughan, Dianne Reeves, Joe Williams, Shirley Horn, Eddie Harris, Les McCann, Stanley Turrentine, Freddie Hubbard, Herbie Hancock, Yusef Lateef und Ramsey Lewis. Insbesondere sorgte er für die konsequente Verwertung ihrer Publikationsrechte. Daneben organisierte er auch Konzerte und war Plattenproduzent.
1997 wurde er in die International Jazz Hall of Fame aufgenommen. 2006 erhielt er die NEA Jazz Masters Fellowship.